# Euclimacia horstaspoecki
Euclimacia horstaspoecki is een insect uit de familie van de Mantispidae, die tot de orde netvleugeligen (Neuroptera) behoort. 
Euclimacia horstaspoecki is voor het eerst wetenschappelijk beschreven door Ohl in 2004.